# Самора, Хулио Альберто
Хулио Альберто Самора Уренья (родился 11 марта 1966 года в Росарио, Аргентина) — аргентинский футболист и футбольный тренер. Выступал за сборную Аргентины и ряд клубов из Аргентины, Испании, Мексики и Боливии.

## Биография
Самора начал свою карьеру в 1985 году с «Ньюэллс Олд Бойз». Он также играл за «Ривер Плейт» и «Сабадель» в 1980-х. В 1990 году Самора вернулся в «Ньюэллс» и в составе команды выиграл чемпионат 1990/91 и Клаусуру 1992 года. В 1993 году Самора в составе сборной Аргентины триумфировал на Кубке Америки. Между 1993 и 1996 годами Самора играл в Мексике за «Крус Асуль», в 1997 году он вернулся в Аргентину, снова в «Ньюэллс Олд Бойз».
К концу своей карьеры он играл за «Хорхе Вильстерманн» в Боливии. Его последним профессиональным клубом был «Платенсе Висенте-Лопес» из аргентинской Примеры B Насьональ. Завершил карьеру в 2000 году и начал тренерскую деятельность.
Как тренер клуба «Хорхе Вильстерманн» он был чемпионом Боливии 2016 года (Клаусура) — это был его первый титул в качестве тренера.
5 ноября 2017 года он перенёс два ишемических инсульта после матча его клуба «Реал Потоси» против «Университарио Сукре», ему удалось восстановиться, однако он ослеп на один глаз.